# اليكس سيمينيتس
اليكس سيمينيتس (10 مارس 1990 بكييف في أوكرانيا - ) هو لاعب كرة قدم كندي في مركز الوسط. شارك مع منتخب كندا تحت 17 سنة لكرة القدم ومنتخب كندا تحت 20 سنة لكرة القدم. أما مع النوادي، فقد لعب مع نادي ادمونتون وToronto Lynx ‏ وVancouver Whitecaps FC Residency ‏ وفانكوفر وايتكابس (نادي كرة قدم).

## وصلات خارجية
- اليكس سيمينيتس على موقع قاعدة بيانات كرة القدم.إي يو (الإنجليزية)
- اليكس سيمينيتس على موقع Soccerway.com (الإنجليزية)